# Felix Bohnke
Felix Bohnke (2 de septiembre de 1974) es un músico alemán, reconocido por ser el actual baterista de la banda de power metal Edguy. Ingresó a la banda previo a la grabación del disco Theater of Salvation en 1998. Antes de unirse a Edguy fue miembro de la banda alemana Saints & Preachers. En 2001 integró un proyecto llamado Taraxacum junto con su compañero en Edguy, Tobias Exxel.

## Discografía

### Edguy
- 1999 -	Theater of Salvation
- 2000 -	The Savage Poetry
- 2001 -	Mandrake
- 2004 -	HellFire Club
- 2006 -	Rocket Ride
- 2008 -	Tinnitus Sanctus
- 2011 -	Age of the Joker
- 2014 -	Space Police: Defenders of the Crown

### Taraxacum
- 2001 - Spirit of Freedom
- 2003 - Rainmaker

### Avantasia
- 2010 - The Wicked Symphony
- 2010 - Angel of Babylon
- 2011 - The Flying Opera
- 2016 - Ghostlights

### Khymera
- 2015 - The Grand Design